# Prisons de Prison Break
Une partie de l'action du feuilleton télévisé Prison Break se déroule dans quatre prisons fictives : Fox River dans l'Illinois (saisons 1, 2 et 4), Sona au Panama (saisons 2 et 3), Miami-Dade en Floride (téléfilm The Final Break) et Ogygia au Yémen (saison 5).

## Pénitencier d'État de Fox River (Fox River State Penitentiary)
Le pénitencier d'État de Fox River est une prison fictive de haute sécurité où se déroule la grande majorité des scènes de la première saison. Pour figurer cet établissement fictif, l'ancienne prison de Joliet,, située à Joliet dans la banlieue de Chicago dans l'Illinois, a été utilisée. Le héros de la série, Michael Scofield, y est incarcéré dans le premier épisode, avec l'espoir de faire évader son frère Lincoln, qui attend d'y être exécuté pour un meurtre dont il a été accusé à tort. Aucune tentative d'évasion n'a jusqu'alors réussi. Sauf dans la série Prison Break. 

### Organisation
La prison de Fox River est la copie presque fidèle de la prison de Joliet. Sa structure et sa configuration sont identiques, excepté ses trois étages au lieu de deux.Elle est dirigée par Henry Pope jusqu'à sa démission, faisant suite à l'évasion des Huit de Fox River, puis par Ed Pavelka. Celui-ci adopte une politique d'autorité et de répression à l'opposé de celle de son prédécesseur. 
La population générale de la prison est divisée entre des cellules est et ouest dans des ailes A et B. Ces deux ailes sont complètement isolées par l'aile sud, qui contient le personnel administratif. Un épisode révèle que l'infirmerie est localisée dans le côté opposé à l'aile A. Une salle d’entreposage, qui deviendra plus tard la salle de repos des gardiens, se situe au centre de la prison, directement au-dessus des conduits souterrains.
Construite en 1858, la prison a un circuit étendu de tuyaux souterrains. Michael Scofield explique à son compagnon de cellule, Fernando Sucre, qu'au cours du siècle les conduits en plomb d'origine ont été remplacés par des conduits en cuivre, puis plus tard par des tuyaux en plastique industriel. Ces conduits de remplacement ont été rajoutés sur les plus anciens, créant ainsi un réseau complexe de tuyaux sous la prison.

### Réputation et incidents

#### Programme de réhabilitation
Pendant ses dix-huit ans en tant que directeur de la prison de Fox River, le directeur Henry Pope a établi un programme d'industrie pénitentiaire (PI) pour permettre aux prisonniers d'obtenir des qualifications leur permettant de se reconvertir. Croyant dur comme fer en la réadaptation, le directeur Pope a également mis en place un programme éducatif afin d'aider les détenus à obtenir des diplômes.

#### Émeutes
Les deux émeutes notables qui se sont produites durant l'incarcération du Michael Scofield sont  l'émeute raciale et l'émeute du confinement.
Les jours précédant l'émeute raciale, la tension était palpable entre les détenus blancs et noirs. Les deux camps se préparaient discrètement à l'inévitable bagarre. Les défenseurs de la "suprématie de la race blanche" menés par T-Bag, un membre de l'Alliance pour la pureté, ont rassemblé des armes  et notamment la vis que Michael avait détachée des gradins. Le combat a éclaté pendant un comptage occasionnant ainsi beaucoup de décès et de dommages. L'émeute s'est arrêtée quand les gardes ont réussi à reprendre le contrôle. Le directeur a ordonné un confinement pendant 48 heures.
Peu après, la réalisation de son plan d'évasion s'avérant plus compliquée que prévu du fait des comptages réguliers, Michael est forcé de couper la climatisation lors du « hottest day in April » (« jour le plus chaud d'avril ») afin de causer le chaos parmi les autres détenus et ce faisant, de pousser les gardes à ordonner un confinement. T-Bag se plaignant sans arrêt de la chaleur et du manque de réaction des gardiens, Geary lui jette sa boisson au visage et impose un confinement. Cependant, T-Bag et ses acolytes refusent de retourner dans leurs cellules et se montrent menaçants envers les gardes. Ceux-ci battent en retraite et se réfugient derrière les grilles. De nombreux détenus réussissent à ouvrir les grilles et accèdent à la salle des commandes qui leur permet de libérer les autres prisonniers, déclenchant une émeute complète. L'émeute s'est arrêtée après que le gouverneur de l'Illinois, Frank Tancredi, est intervenu et a envoyé les unités spéciales rétablir l'ordre.

#### Évasions

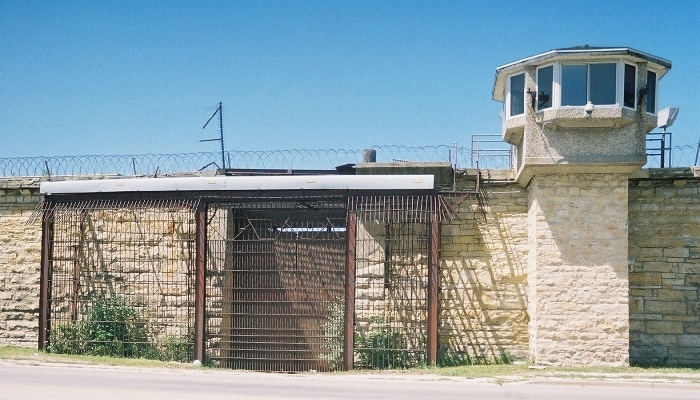
La prison de Joliet, modèle de Fox River.

Quelques années avant l'arrestation de Scofield, Fox River avait subi des rénovations et la société qui l'employait comme ingénieur en génie civil a effectué ces nombreux travaux en sous-traitance. C'est la raison pour laquelle, Michael connaît aussi bien les plans de Fox River.
Lorsque le frère de Michael, Lincoln Burrows a été condamné pour le meurtre de Terrence Steadman, frère de la Vice-Présidente Caroline Reynolds, il a été envoyé dans le quartier des condamnés à mort à Fox River. Michael a par la suite développé un plan extrêmement ingénieux et complexe pour faire évader son frère. Il a commis un vol à main armée dans le simple but d'être incarcéré dans le même établissement pénitentiaire que son frère. Avant son arrestation, Michael a fait tatouer tout le haut de son corps ainsi que ses bras de dessins représentant, entre autres, les plans de la prison ainsi que diverses inscriptions. Pour ne pas éveiller les soupçons, tous ces renseignements sont codés. Une fois à l'intérieur de la prison, il s'est efforcé d'enrôler les détenus qui s'avèreraient utiles à son plan d'évasion.
Si l'organisation de l'évasion a souffert d'un certain nombre d'imprévus dont le fait que plusieurs détenus se sont intégrés de force dans l'équipe, l'équipe a réussi à s'échapper. Michael, Lincoln, et les six autres évadés vont rapidement se faire connaître sous le nom des "Huit de Fox River":
- Michael Scofield (capturé, réévadé, innocenté)
- Lincoln Burrows (innocenté)
- Fernando Sucre (capturé, réévadé, innocenté)
- John Abruzzi (décédé)
- Theodore « T-Bag » Bagwell (capturé)
- Benjamin Miles « C-Note » Franklin (innocenté)
- David « Tweener » Apolskis (décédé)
- Charles « Haywire » Patoshik (décédé)

Deux autres détenus, Manche Sanchez et Charles Westmoreland étaient impliqués dans ce plan d'évasion, mais Sanchez s'est vite fait capturer et Westmoreland est mort des suites d'une grave blessure avant d'avoir pu s'évader par la faute du capitaine Brad Bellick.
L'évasion de huit criminels n'a pas été sans dommage pour le personnel de la prison, certains d'entre eux ont été manœuvrés par Michael dans l'optique de son plan d'évasion. Brad Bellick a ainsi été renvoyé pour négligence, et le directeur Henry Pope a écopé d'une suspension de deux semaines sans solde et trois mois de mise à l'épreuve. Il a cependant contesté le renvoi de Bellick et décidé de démissionner en signe de protestation. Quant au docteur Sara Tancredi, elle a été arrêtée et a dû faire face aux probables conséquences judiciaires de sa participation dans l'évasion des détenus jusqu'à ce que son père paye sa caution.

### Tournage
Bien que les cellules et d'autres pièces ont été entièrement reconstruites pour des raisons techniques et de commodité, beaucoup de scènes extérieures et intérieures ont été filmées dans la véritable prison de Joliet (Illinois), fermée en 2002, telle que la cellule qui a été brièvement occupée par le tueur en série John Wayne Gacy. D'ailleurs, l'utilisation de la prison de Joliet comme représentation réelle de la prison de Fox River a contribué à « narrative feel of the show » (« l'esprit narratif de la série ») et dans un sens, « The prison is a character in itself » (« la prison est un personnage en soi »).               D'ailleurs l'acteur Dominic Purcell (Lincoln Burrows) devait être assis sur la vraie chaise électrique mais a refusé et a demandé qu'on lui construisent une réplique.

## Pénitencier fédéral de Sona (Penitenciaría Federal de Sona)
La pénitencier fédéral de Sona est une prison fictive panaméenne dans laquelle le personnage de Michael Scofield se fait incarcérer dans le dernier épisode de la deuxième saison, après avoir été injustement accusé du meurtre de Bill Kim, un agent travaillant pour le compte du Cartel (Michael s'étant en réalité attribué le crime de Sara Tancredi), en même temps qu'Alexander Mahone (qui avait été piégé par Michael).
Lechero, un grand trafiquant de drogue, règne en maître dans la prison de Sona depuis qu'une émeute a laissé les détenus livrés à eux-mêmes, un an avant l'arrivée de Scofield. Michael va être contraint de s'évader de Sona avec James Whistler, une personne haut placée du Cartel, s'il ne veut pas que l'agent chargé de cette opération, Gretchen Morgan, tue Sara et LJ, que le Cartel retient captifs. Au moment où Gretchen fait semblant d'avoir mis ses menaces à exécution, Lincoln découvre la tête de Sara dans une boite. Il n'avertit pas tout de suite Michael de cet évènement, car il craint les répercussions sur sa motivation à s'évader avec Whistler, ce qui mettrait à son tour la vie de LJ en péril. 

### L'évasion
Cette saison se focalise sur l'évasion d'une prison dotée d'une sécurité extérieure presque infranchissable. Michael va devoir composer un plan d'évasion avec la présence de T-Bag, de l'ex-agent du FBI Alexander Mahone et de Brad Bellick, qui ont également été incarcérés à Sona à la suite d'un concours de circonstances.
La première tentative d'évasion de Michael (3x07) a échoué, mais la deuxième a fonctionné avec brio (3x12). Michael Scofield parvient en effet à s'échapper de Sona avec 3 autres détenus : Mahone, Whistler et « McGrady », un jeune garçon. Bellick, T-Bag et Lechero ont servi d'appât : pendant que les gardes s'occupaient d'eux, les quatre détenus filaient en douce. L'affaire ne fait guère autant de bruit que celle des « Huit de Fox River ».

### Les évadés
Les quatre qui ont finalement réussi à s'évader de Sona sont :
- Michael Scofield ;
- James Whistler ;
- Alexander Mahone ;
- Luis Gallego, surnommé McGrady ;

Cependant, la traque des fugitifs sera limitée cette fois-ci. Ainsi, Luis Gallego s'échappe en Colombie tandis que Scofield, Mahone et Whistler s'enfuient aux Etats-Unis.

### Incendie de la prison
Dans la saison 4, Sucre et Bellick expliquent à Michael que T-Bag a mis le feu à Sona dans le but de provoquer une émeute et l'évasion de tous les prisonniers, dont Bellick, Sucre, et T-Bag lui-même.

### Tournage

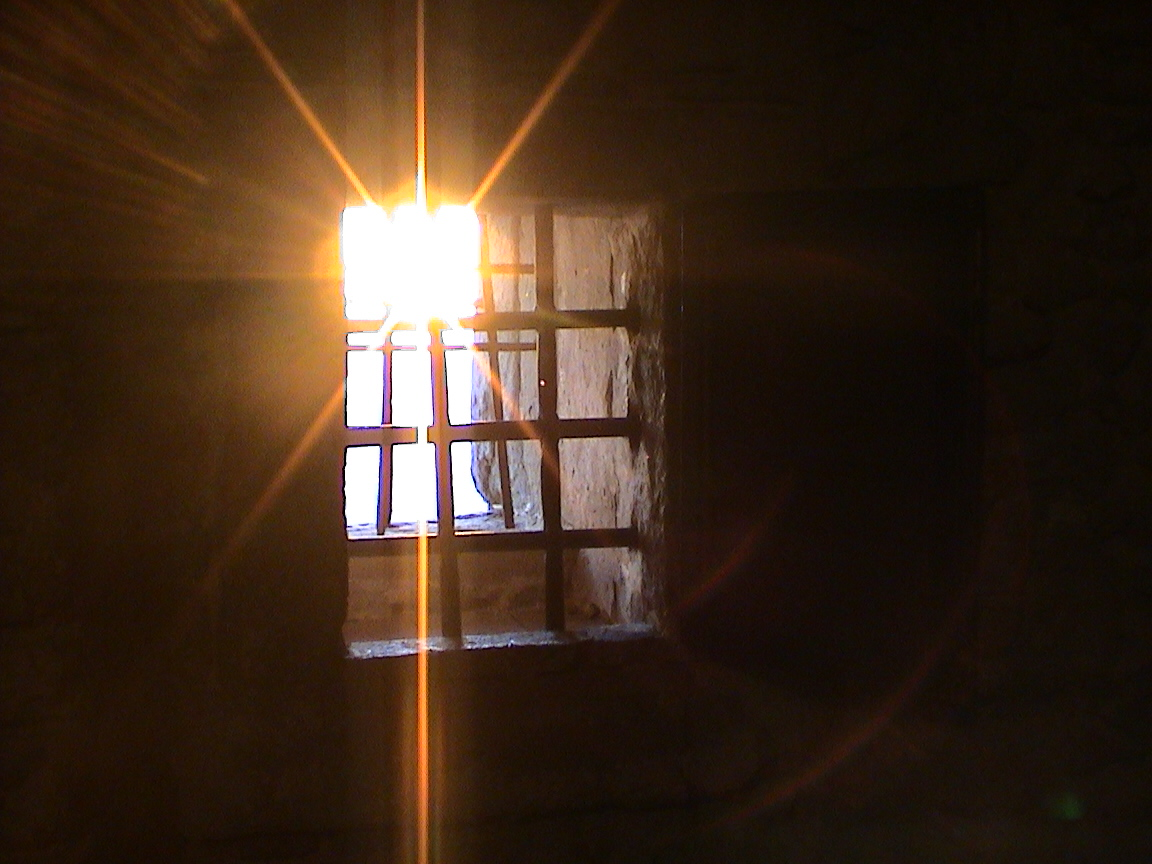
La fenêtre d'une cellule de prison ressemblant à celles de Sona.

Bien que le pénitencier soit censé être situé au Panama, la prison de Sona représente en réalité trois plateaux au Texas, état dans lequel de nombreux épisodes de la deuxième saison avaient déjà été tournés.
Le premier concerne les ruines du Fort Worth Stock Yards, au nord de la ville de Fort Worth, où ont été faites les prises extérieures (remparts, cour extérieure, miradors, postes de garde, etc.). Les images aériennes du lieu ont été, par ailleurs, modifiées par image de synthèse en post-production, pour effacer la route longeant l'édifice et les autres lieux non présents dans la série, et pour implanter la cour intérieure.
Le deuxième plateau a été construit sur un parking de la ville de Dallas et sert pour les scènes se déroulant dans la cour intérieure et sur les toits ; le dernier, dans la même ville, concerne les cellules, couloirs, sous-sols, et égouts de la prison, qui ont été créés en studio.

#### Erreurs
En raison d'un tournage dans trois plateaux différents, diverses erreurs sont apparues au cours des épisodes se déroulant à Sona, sur la disposition des lieux.
Ainsi, dans le dernier épisode de la saison 2, Michael Scofield arrive devant la prison panaméenne sur une route pavée, agrémentée de végétations exotiques et éclairée par des lampadaires accrochés aux remparts. Après avoir franchi la porte d'entrée, on le retrouve dans un couloir sombre, avant qu'il n'aille à l'extérieur, dans la cour. Cependant, durant la troisième saison, à l'extérieur du pénitencier, il n'y a pas de végétation, de lampadaire ni de route pavée : Sona est entourée par un no man's land fait de sable et de cailloux. De plus, la porte principale donne directement sur la cour intérieure et non un couloir ; les plans aériens ne présentent aucune entrée secondaire.
Par ailleurs, concernant les plans aériens de la prison (retouchés par images de synthèse), ceux-ci s'avèrent inexacts : la cour intérieure avec les couloirs qui l'entourent sont représentés dans une position opposée à celle que l'on voit lors des scènes tournés en plateau (par rapport à la porte principale justement).

## Pénitencier de Miami-Dade (Miami-Dade Penitenciary)
La pénitencier de Miami-Dade intervient lors du téléfilm clôturant à l'époque la série : La dernière évasion. Cette fois, c'est Sara Tancredi qui est envoyée dans une prison pour femmes, en même temps que ses voisins T-Bag et le général Krantz du Cartel, dans la prison pour hommes.
Michael Scofield sera cette fois en dehors de la prison, et va tenter de faire évader Sara. Un agent fédéral le soupçonnera de vouloir faire libérer sa compagne, et durant tout le long du plan de l'évasion, tentera de l'arrêter. L'ancien agent Alexander Mahone, s'il veut réintégrer le FBI, devra surveiller Michael, chose qu'il refusera. Il sera malgré tout repris par l'agence fédérale plus tard. 
Michael cherchera différentes failles possibles dans la prison, allant de l'angle mort de la caméra de sécurité au saut en parachute. Sara est enceinte, et vit un enfer dans la prison pour femmes. Gretchen, qui avait capturée Sara pour le compte du Cartel quelques mois plus tôt, se trouve également dans la même prison. Elle lui fera du chantage pour qu'elles partent toutes les deux ensemble. Lors de l'évasion, Gretchen sera finalement capturée par les gardes. Quant à Michael, il est obligé de se sacrifier, se sachant de toute manière condamné (les symptômes de son cancer réapparaissant), pour pouvoir faire partir Sara, en s'électrocutant afin d'ouvrir une porte de la prison.

## Prison d'Ogygia

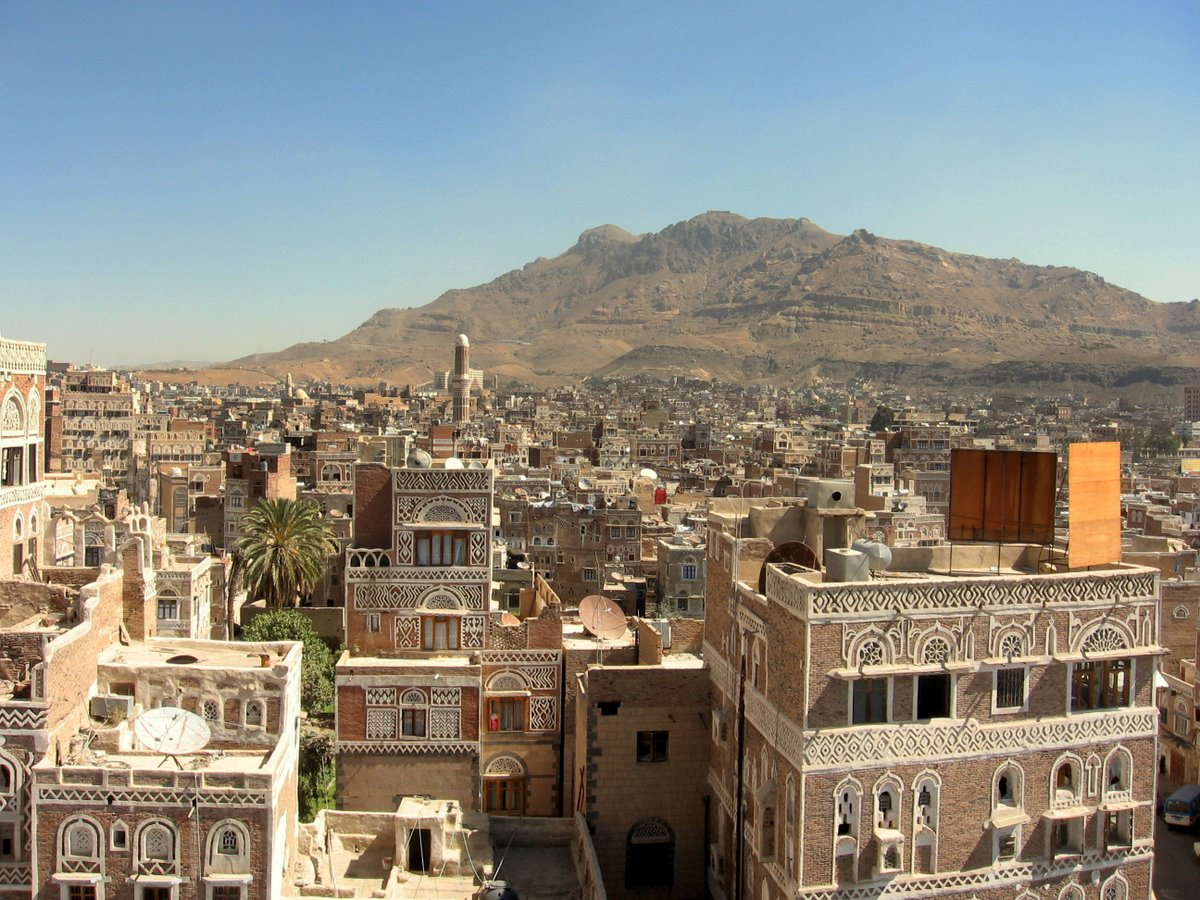
La ville de Sanaa, capitale du Yémen, où se situe la prison d'Ogygia.

Ogygia est une prison fictive se trouvant dans la capitale du Yémen, Sanaa. Réputée comme étant la pire du pays, elle abrite des prisonniers politiques et des terroristes, dont un se faisant appeler Kaniel Outis.
Au début de la saison 5, Theodore Bagwell, fraîchement libéré de Fox River, reçoit une enveloppe postée depuis le Yémen et s'empresse de retrouver Lincoln Burrows pour lui montrer la lettre qu'elle contient. Sur celle-ci se trouve une photographie en noir et blanc de Michael Scofield, pourtant mort sept ans auparavant, dans une cellule où l'on aperçoit un minaret derrière les barreaux de la fenêtre, ainsi qu'une phrase manuscrite : By your hand you shall know the glories of your progeny and our world will be made right forever more. (« Par ta main tu connaîtras les gloires de ta progéniture et notre monde sera mis sur droit chemin pour toujours.  »).
Bien que d'abord dubitatif sur la véracité de ce document, Lincoln s'aperçoit que, à la lumière, certaines lettres de la phrase ont été écrites à l'encre alors que les autres l'ont été au crayon ; en gommant ces dernières, un mot apparaît alors : Ogygia. Après avoir recherché sa signification sur Internet, Burrows découvre qu'il s'agit d'une prison située à Sanaa. Ses doutes sont confirmés lorsqu'il déterre la tombe vide de Michael, qu'il est bien certifié que la photo n'a pu être prise que depuis l'intérieur de cette prison et que des agents tentent de le tuer, lui ainsi que Sara Tancredi.
Après être parti au Yémen avec Benjamin Miles Franklin et avoir marchandé une visite dans la prison contre son passeport, Lincoln découvre que son frère est bien vivant et emprisonné à Ogygia, couvert de nouveaux tatouages ; ce dernier indique néanmoins ne pas s'appeler Michael, mais Kaniel Outis, et ne pas savoir qui ils sont, avant de regagner sa cellule.

### Étymologie
Contrairement à ce que sa localisation pourrait faire penser, le nom de la prison, Ogygia, vient du grec. Il s'agit de l'île où vit Calypso, nymphe de la mer, dans l'Odyssée d'Homère (Ogygie en français). Les scénaristes de Prison Break ont justement voulu faire référence à l'histoire d'Ulysse qui, après avoir dérivé et être arrivé sur cette île luxuriante, située très loin dans la mer, « au bout du monde », devient prisonnier de Calypso pendant sept ans avant d'être finalement libéré par les dieux et de pouvoir ainsi reprendre son périple pour retrouver son épouse Pénélope,,.

### Évasion
L'évasion planifié par Michael a lieu dans un contexte particulier, en pleine révolution, où son codétenu avec qui il s'évade prend la tête du pays.

### Tournage
Les prises de vue extérieures de la prison d'Ogygia ont été faites à l'internat du lycée technique Ibn Al Haytham de Ouarzazate, au Maroc, au printemps 2016,,,. L'image satellite de Sanaa où l'on voit la prison dans le premier épisode est d'ailleurs une version modifiée de l'image satellite du véritable lieu de tournage et des quartiers aux alentours, où a notamment été ajoutée la mosquée d'Aksa.